# Allen County, Kansas
Allen County är ett administrativt område i delstaten Kansas, USA. År 2000 hade countyt 16 774 invånare. Den administrativa huvudorten (county seat) är Iola.

## Geografi
Enligt United States Census Bureau har countyt en total area på 1 308 km². 1 302 km² av den arean är land och 8 km² är vatten.

### Angränsande countyn
- Anderson County - nord
- Linn County - nordost
- Bourbon County - öst
- Neosho County - syd
- Wilson County - sydväst
- Woodson County - väst
- Coffey County - nordväst

### Orter
- Bassett
- Elsmore
- Gas
- Humboldt
- Iola (huvudort)
- La Harpe
- Mildred
- Moran
- Savonburg